# 天主教關東大學體育館

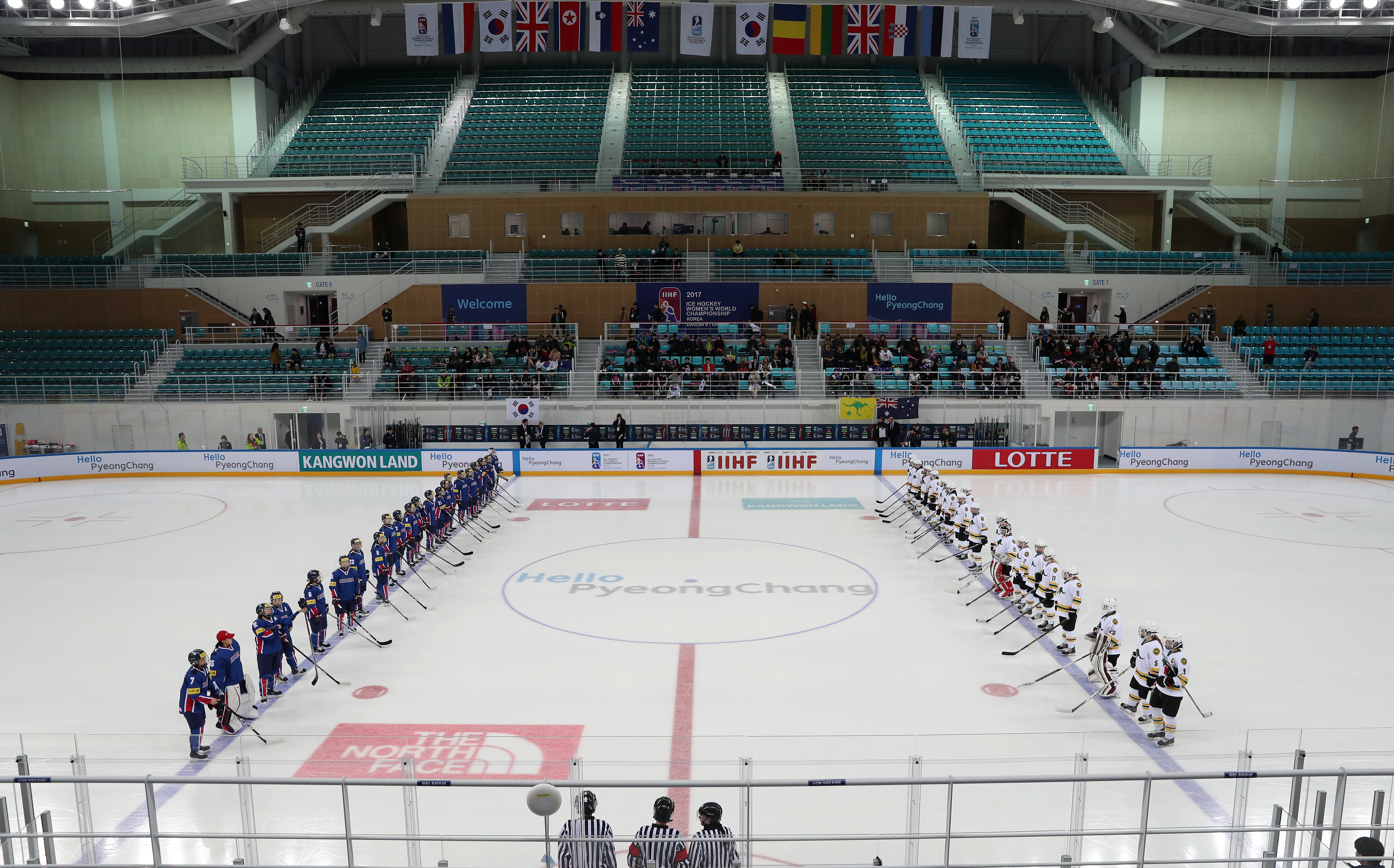
體育館內部

天主教關東大學體育館位於韓國江原道江陵市的天主教關東大學。2018年冬季奧林匹克運動會其間，它為冰球比賽的兩個場館之一。在冬季奧運期間的正式名稱為關東冰球中心（韓語：관동 하키 센터）。為了冬季奧運，該體育館重建取代之前的體育館。2014年6月動工，2017年2月完工。它是一棟地下一層，地上四層的建築物，可容納6000人，有一座奧運規格的滑冰場（60公尺×30公尺）。